# Ljubomir Frčkoski
Ljubomir Danailov Frčkoski, född 12 december 1957, är en makedonsk professor och politiker. 1992-1996 var han Makedoniens inrikesminister och 1996-1997 landets utrikesminister.
I presidentvalet 2009 kandiderade Frčkoski för Makedoniens socialdemokratiska union (SDSM). Han fick 20,5% av rösterna i den första omgången 22 mars 2009, vilket placerade honom på andra plats bakom kristdemokraten Gjorge Ivanov. I den andra valomgången den 5 april 2009 fick han 36,9% och förlorade mot Ivanov, som blev president.